# Vestlig larmfugl
Vestlig larmfugl (latin: Crinifer piscator) er en turakoart, der lever på akaciesavannen i Afrika fra Senegal og Gambia til den Centralafrikanske Republik og den vestlige del af den Demokratiske Republik Congo. IUCN kategoriserer arten som ikke truet.